# Hiroshi Inagaki
Hiroshi Inagaki (稲垣 浩, Inagaki Hiroshi), né le 30 décembre 1905 à Tokyo et mort le 21 mai 1980 dans la même ville, est un réalisateur et scénariste japonais.

## Biographie
Né à Tokyo, fils d'un acteur shinpa, Hiroshi Inagaki est apparu sur scène dans son enfance avant de rejoindre le studio Nikkatsu en tant qu'acteur en 1922. Souhaitant devenir réalisateur, il rejoint Chiezō Kataoka de Chiezō Productions et fait ses débuts de réalisateur avec Le Règne de la paix (天下太平記, Tenka Taiheiki) en 1928. De retour à Nikkatsu, il a continué à faire du jidaigeki et a participé au groupe jeunes cinéastes Naritaki tels que Sadao Yamanaka et Fuji Yahiro (en) qui ont écrit en collaboration des scénarios sous le nom inventé "Kinpachi Kajiwara". Comme d'autres dans le groupe, Inagaki était connu pour ses films de samouraï joyeux et intelligents. Inagaki est ensuite parti pour les productions Daiei puis à Toho, où il a réalisé des spectacles en couleur à gros budget ainsi que des œuvres délicates représentant les sentiments des enfants.
Hiroshi Inagaki apparaît en tant qu'acteur dans quinze films entre 1923 et 1927, puis il réalise près de 110 films et écrit près de 70 scénarios entre 1928 et 1970.
En Occident, ses deux films les plus connus sont La Légende de Musashi (1954), qui remporte l'Oscar du meilleur film en langue étrangère à la 28e cérémonie des Oscars en 1956, le film n'ayant été distribué aux États-Unis qu'en 1955, et, mettant en vedette Toshirō Mifune, L'Homme au pousse-pousse (1958), lauréat du Lion d'or à la Mostra de Venise 1958, qui est en fait un remake de son propre film du même titre réalisé en 1943.

## Filmographie
Sauf indication contraire, la filmographie de Hiroshi Inagaki est établie à partir de la base de données JMDb.

### Comme acteur
- 1923 : Ore no shōrisa (俺の勝利さ?) de Kensaku Suzuki (ja)
- 1923 : La Danse infernale (地獄の舞踊, Jigoku no buyō?) de Minoru Murata
- 1923 : Koi o kakuru otoko (恋を賭くる男?) de Kiyomatsu Hosoyama (ja)[4]

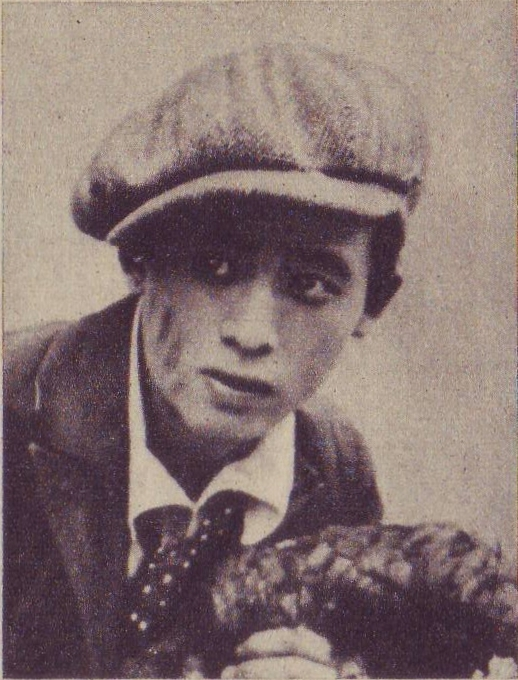
Hiroshi Inagaki acteur dans les années 1920.

- 1923 : La Nuit (夜, Yoru?) de Kenji Mizoguchi : Sankichi
- 1923 : Kokoro o mitsumete (心を見つめて?) de Kiyomatsu Hosoyama (ja)
- 1924 : Le Secret du chien féroce (猛犬の秘密, Moken no himitsu?) de Minoru Murata[5]
- 1924 : Chiisaki mono no rakuen (小さき者の楽園?) de Kensaku Suzuki (ja)
- 1924 : Le Signal (信号, Shingō?) de Minoru Murata
- 1924 : À la recherche d'une dinde (七面鳥の行衛, Shichimenchō no yukue?) de Kenji Mizoguchi
- 1924 : Le Livre de la pluie de mai (さみだれ草紙 (紅殻), Samidare zōshi?) de Kenji Mizoguchi
- 1924 : Takekurabe (たけくらべ?) de Genjirō Saegusa (ja)
- 1924 : Umi no naru otoko (海の鳴る男?) de Iyokichi Kondō (ja)
- 1926 : Jizōkyō yurai (地蔵教由来?) de Hisashi Fukagawa
- 1927 : Kyū-ban sōko (９番倉庫?) de Tokuji Ozawa (ja)
- 1952 : Kin no tamago (金の卵?) de Yasuki Chiba

### Comme réalisateur
Sauf indication contraire, les titres en français se basent sur la filmographie de Hiroshi Inagaki dans l'ouvrage Le Cinéma japonais de Tadao Satō et les titres en rōmaji se basent sur la filmographie de Hiroshi Inagaki dans l'ouvrage A Critical Handbook of Japanese Film Directors d'Alexander Jacoby. La mention « +scénariste » indique que Hiroshi Inagaki est aussi auteur du scénario.

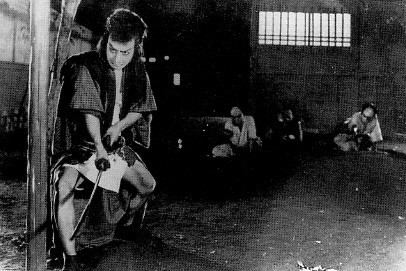
Le Joueur-vagabond (1928).

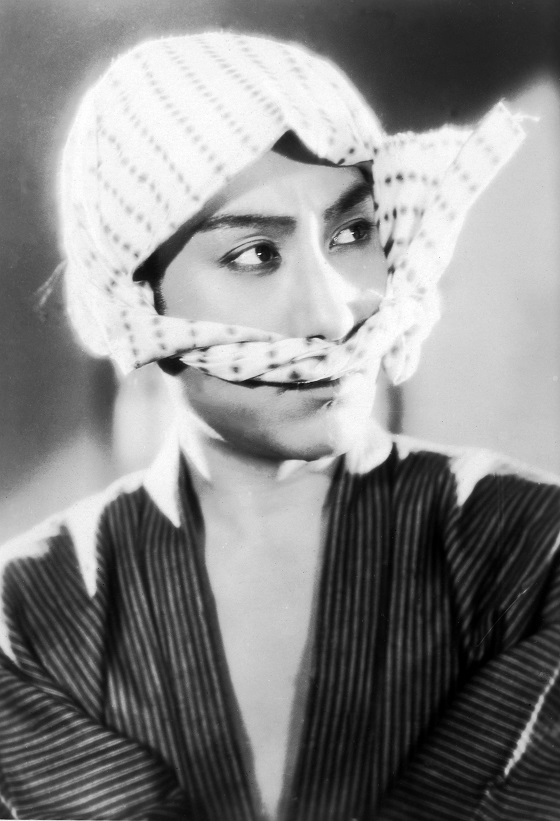
Chiezō Kataoka dans L'Enfant gâté de l'époque (1932).

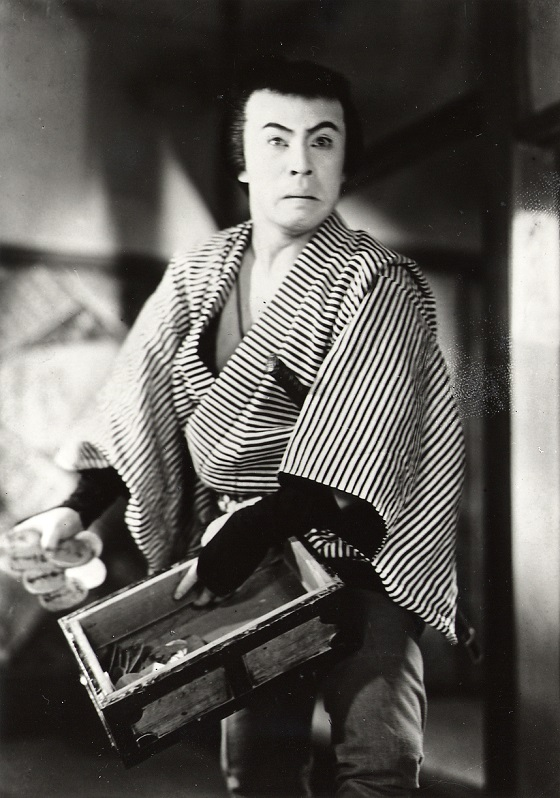
Denjirō Ōkōchi dans Mille ryos de cailloux (1935).

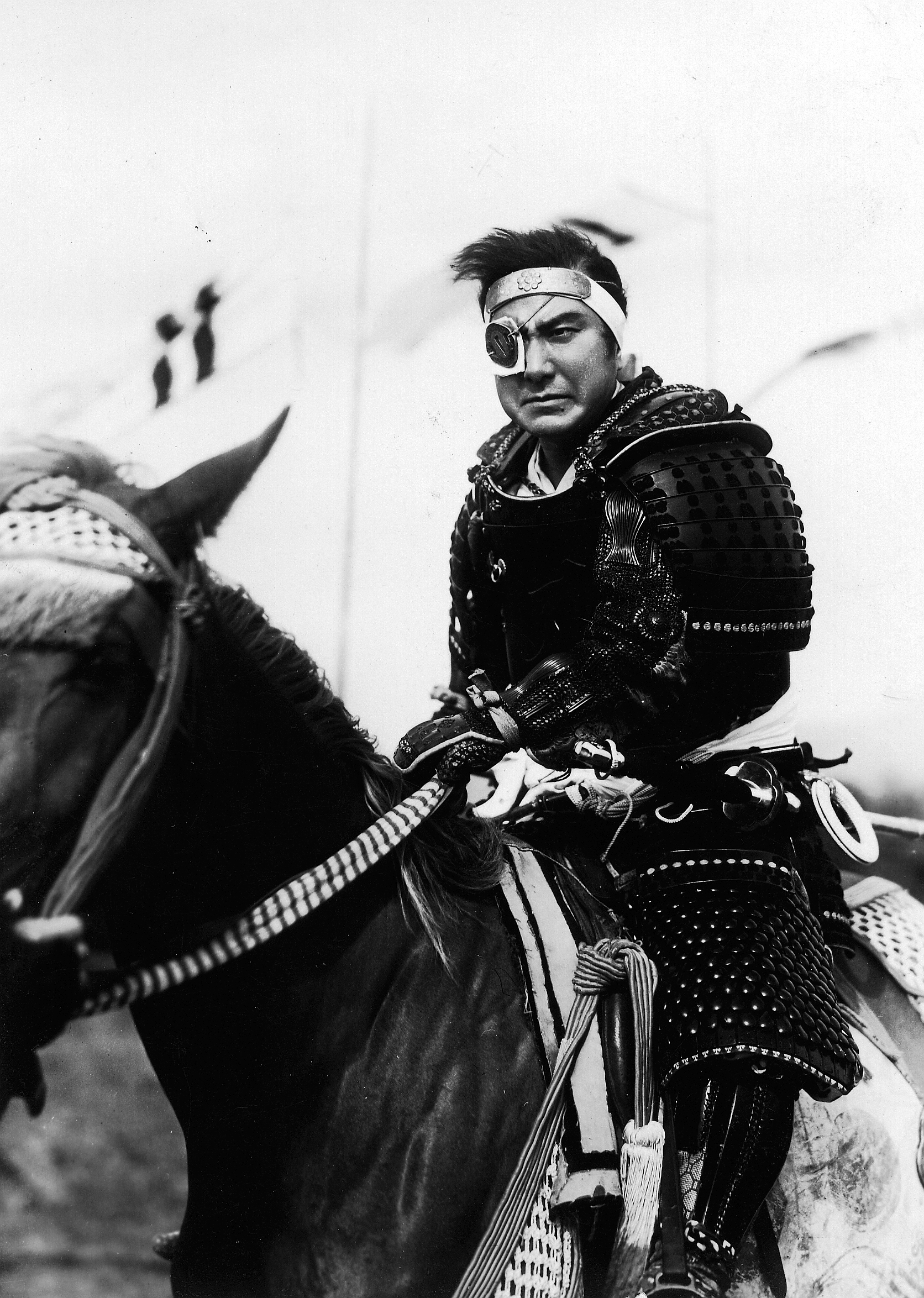
Chiezō Kataoka dans Masamune Dokuganryū (1942).

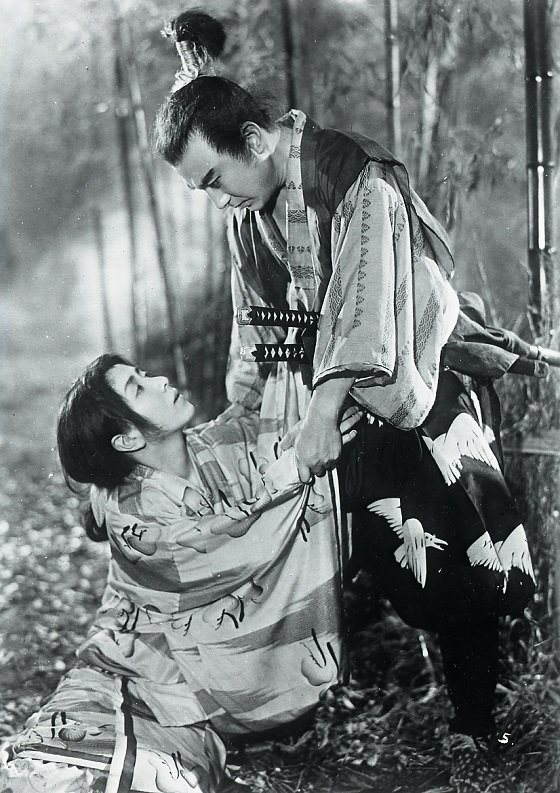
Chikako Miyagi et Chiezō Kataoka dans Miyamoto Musashi : Duel à Ichijō-ji (1942).

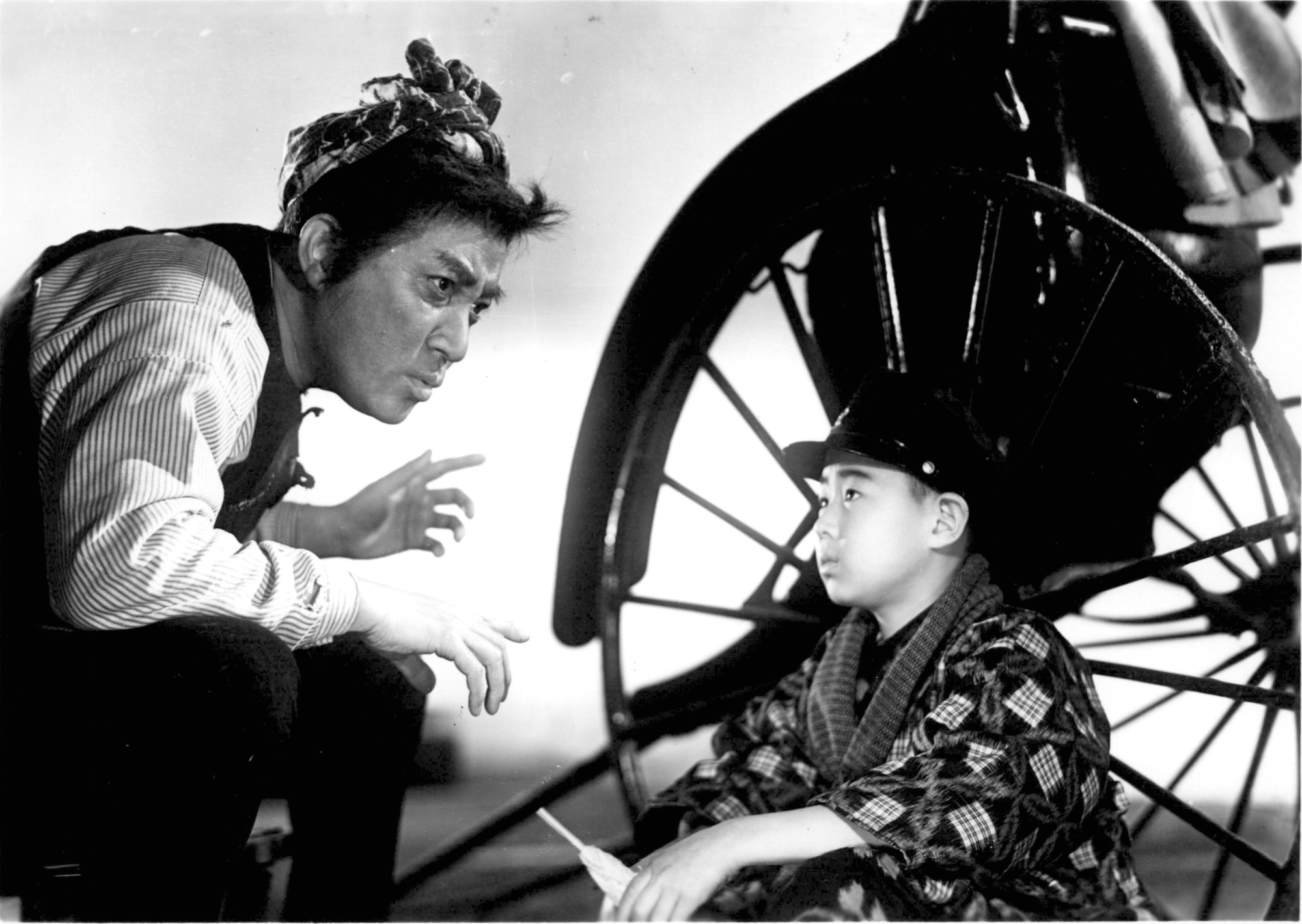
Tsumasaburō Bandō dans L'Homme au pousse-pousse (1943).

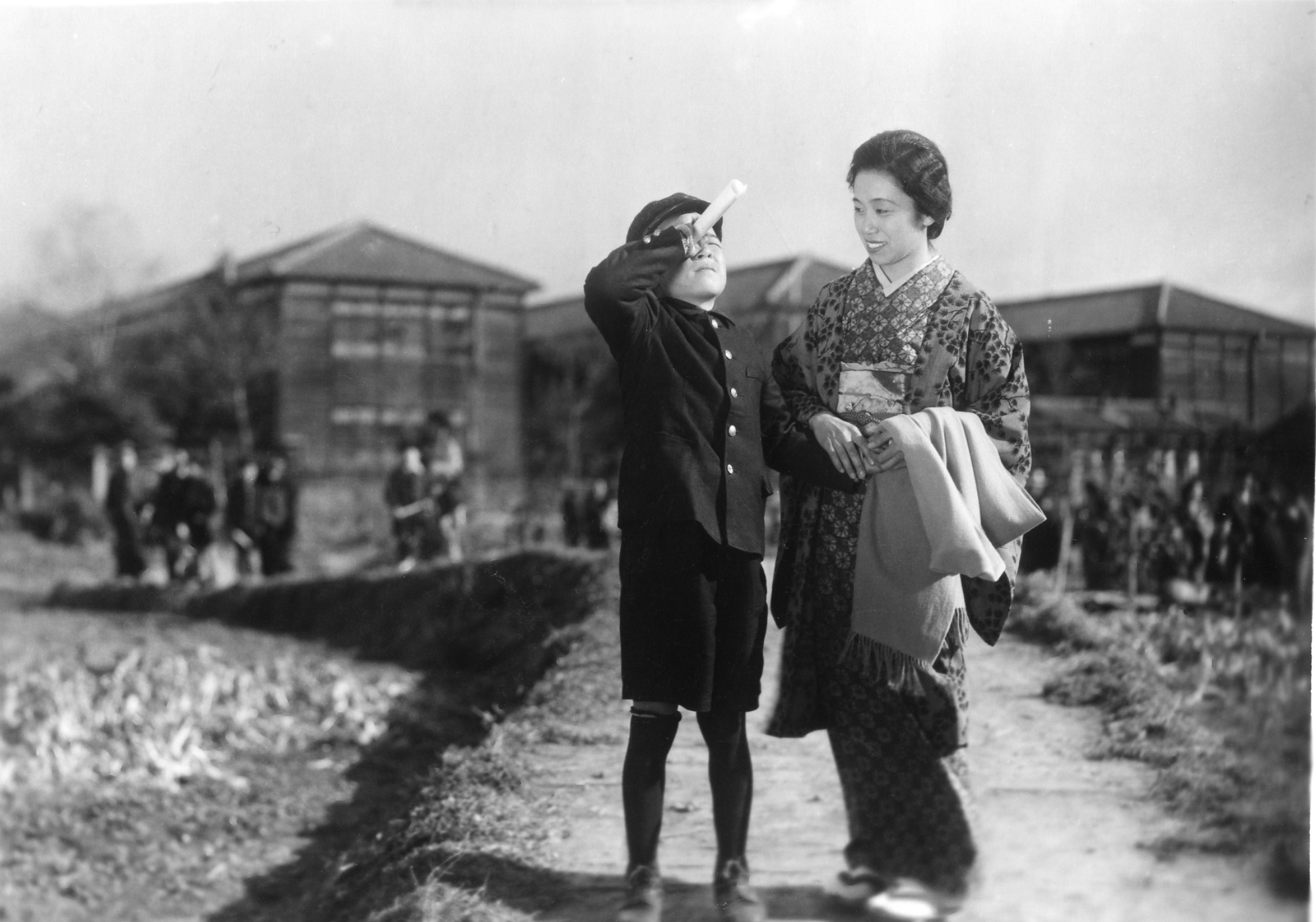
Haruko Sugimura dans Main dans la main, les enfants (1948).

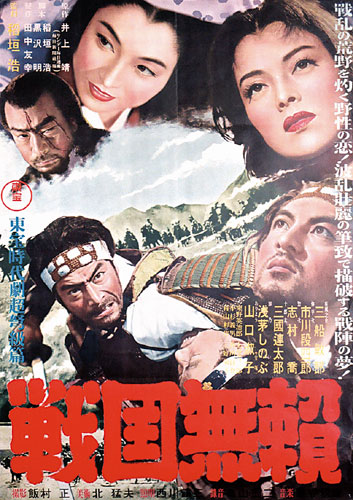
Affiche japonaise de Sengoku burai (1952).

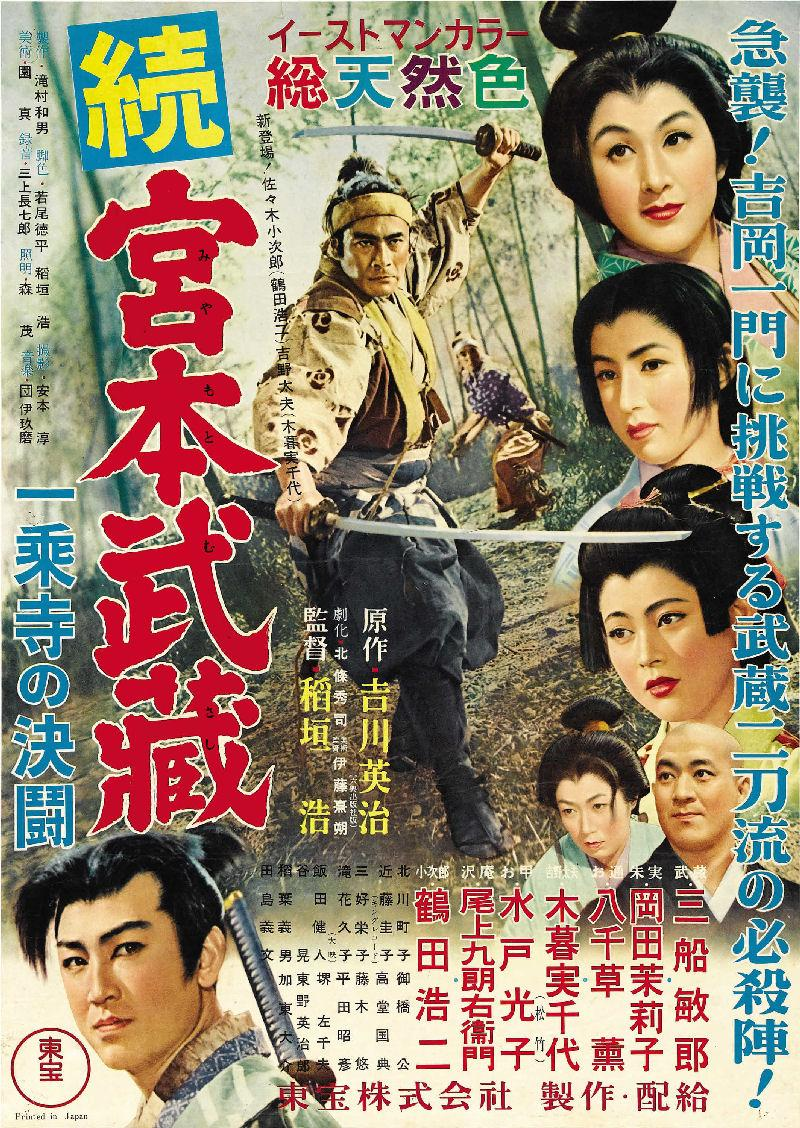
Affiche japonaise de Duel à Ichijoji (1955).

#### Années 1920
- 1928 : Le Règne de la paix (ja) (天下太平記, Tenka Taiheiki?)
- 1928 : Le Joueur vagabond (ja) (放浪三昧, Hōrō zanmai?)[8]
- 1928 : Le Petit Genji (源氏小僧, Genji kozō?)
- 1928 : Samon, le chat en argent (銀猫左門, Ginneko Samon?)
- 1929 : L'Araignée aveugle (めくら蜘蛛, Mekuragumo?) +scénariste
- 1929 : Élégie de l'enfer II (続万花地獄 第二篇, Zoku banka jigoku : Dainihen?)[9]
- 1929 : Élégie de l'enfer III (続万花地獄 完結篇, Zoku banka jigoku : Kanketsu hen?), coréalisé avec Masashi Soga (ja) +scénariste
- 1929 : Carnet de route d'Oshidori (鴛鴦旅日記, Oshidori tabi nikki?)
- 1929 : Daisaku Soma (相馬大作 武道活殺の巻, Sōma Daisaku : Budō kassatsu no maki?) +scénariste
- 1929 : Entraînement d'un guerrier en images (絵本武者修業, Ehon musha shugyō?)
- 1929 : L'homme que j'ai tué (殺した人, Koroshita hito?)
- 1929 : Le Fourreau en requin (鮫鞘, Samezaya?)

#### Années 1930
- 1930 : Maelström (渦潮, Uzushio?)[10]
- 1930 : Histoire plaisante de trois samouraïs sans maître (諧謔三浪士, Kaigyaku sanrōshi?) +scénariste
- 1930 : Tasuke Isshin (一心太助, Isshin Tasuke?) +Scénariste
- 1931 : Cinquante ryos d'affection (恩愛五十両, On'ai gojūryō?) +scénariste
- 1931 : Ma Mère dans les paupières (ja) (瞼の母, Mabuta no haha?)[11] +scénariste
- 1931 : Treizième année de Genroku (元禄十三年, Genroku jūsannen?)
- 1931 : La mode est au style yakuza (男達ばやり, Otokodate bayari?) +scénariste
- 1931 : Une épée entre en scène (一本刀土俵入, Ippongatana dohyōiri?) +scénariste
- 1932 : Le Capuchon de paille de Yataro I (弥太郎笠 去来の巻, Yatarō gasa: Kyorai no maki?)[12] +scénariste
- 1932 : Le Capuchon de paille de Yataro II (弥太郎笠 独歩の巻, Yatarō gasa: Doppo no maki?) +scénariste
- 1932 : Voyage sous un ciel bleu (旅は青空, Tabi wa aozora?)[13] +scénariste
- 1932 : L'Enfant gâté de l'époque (ja) (時代の驕児, Jidai no kyōji?)[14]
- 1933 : Chuji Kunisada I (国定忠治 旅と故郷の巻, Kunisada Chūji : Tabi to kokyō no maki?) +scénariste
- 1933 : Chuji Kunisada II (国定忠治 流浪転変の巻, Kunisada Chūji : Rurō tenpin no maki?) +scénariste
- 1933 : Chuji Kunisada III (国定忠治 霽れる赤城の巻, Kunisada Chūji : Hareru Akagi no maki?)
- 1933 : Une épée sous la lune (笹野権三郎 三日月笹穂切り, Sasano Gonzaburō : Mikatsuki sasahokiri?)[15] +scénariste
- 1933 : Vents et Nuages I (風雲 前篇, Fūun : Zenpen?) +scénariste
- 1934 : Vents et Nuages II (風雲 後篇, Fūun : Kōhen?)[16] +scénariste
- 1934 : Voyage de l'enfant Naohachi (直八子供旅, Naohachi kodomo tabi?)[17] +scénariste
- 1934 : Les 47 Ronin de Tenpo (天保忠臣蔵, Tenpō Chūshingura?) +scénariste
- 1934 : Le Clan Shinsen (新選組 前後篇, Shinsengumi?) +scénariste
- 1935 : Brouillard sur la Tone (利根の川霧, Tone no kawagiri?) +scénariste
- 1935 : La Neige blanche du Fuji (富士の白雪, Fuji no shirayuki?)
- 1935 : Yatappe de Seki (関の弥太ッぺ, Seki no Yatappe?), coréalisé avec Sadao Yamanaka
- 1935 : Mille ryos de cailloux (千両礫, Senryō tsubute?)[18]
- 1935 : Le Col du grand Bouddha (ja) (大菩薩峠 第一篇 甲源一刀流の巻, Daibosatsu tōge : Daiippen - Kōgen ittōryū no maki?)[19],[20] +scénariste
- 1936 : Le Col du grand Bouddha II (大菩薩峠 鈴鹿山の巻, Daibosatsu tōge : Suzukayama no maki?)[21] +scénariste
- 1936 : Le Col du grand Bouddha III (大菩薩峠 壬生島原の巻, Daibosatsu tōge : Mibu Shimabara no maki?) +scénariste
- 1936 : Les Mille et une nuits de vagabondage (股旅千一夜, Matatabi sen'ichiya?)[22]
- 1937 : Tanbei Koichi (小市丹兵衛 追いつ追はれつの巻, Koichi Tanbei : Oitsu owaretsu no maki?)[23] +scénariste
- 1937 : L'Âme de Koya (曠原の魂, Kōgen no tamashii?) +scénariste
- 1937 : L'Épée du dragon volant (飛竜の剣, Hiryū no tsurugi?)
- 1937 : Duel à Takada-no-baba (血煙高田の馬場, Chikemuri Takadanobaba?)[24], coréalisé avec Masahiro Makino
- 1938 : Ginpei le hors-la-loi (無法者銀平, Muhōmono Ginpei?)
- 1938 : Histoire d'un succès (出世太閤記, Shusse taikōki?)[25]
- 1938 : Le Double de la nuit (闇の影法師, Yami no kagebōshi?)[26]
- 1938 : Insectes en enfer (地獄の蟲, Jigoku no mushi?) +scénariste
- 1938 : Images infernales I (魔像, Mazō?)[27]
- 1939 : Images infernales II (魔像, Zoku mazō: Ibara Ukon?)
- 1939 : Kesa et Morito (袈裟と盛遠, Kesa to Moritō?), coréalisé avec Masahiro Makino
- 1939 : L'École du loyalisme (尊王村塾, Sonnō sonjuku?)

#### Années 1940
- 1940 : Miyamoto Musashi I (宮本武蔵 第一部 草分の人々, Miyamoto Musashi : Daiichibu : Kusawake no hitobito?)[28] +scénariste
- 1940 : Miyamoto Musashi II (宮本武蔵 第二部　栄達の門, Miyamoto Musashi : Dainibu : Eitatsu no mon?) +scénariste
- 1940 : Miyamoto Musashi III (宮本武蔵 剣心一路, Miyamoto Musashi : Kenshin ichiro?) +scénariste
- 1941 : Le Festival de la mer (ja) (海を渡る祭礼, Umi o wataru sairei?)[29]
- 1941 : Les Derniers Jours d'Edo (ja) (江戸最後の日, Edo saigo no hi?)[30] +scénariste
- 1942 : Miyamoto Musashi : Duel à Ichijō-ji (ja) (宮本武蔵 一乗寺決闘, Miyamoto Musashi : Ichijō-ji kettō?)[31] +scénariste
- 1942 : Masamune Dokuganryū (ja) (独眼龍政宗, Dokuganryū Masamune?) +scénariste
- 1943 : L'Homme au pousse-pousse (無法松の一生, Muhōmatsu no isshō?)
- 1944 : Les feux de la guerre se lèvent à Shanghai (狼火は上海に揚る 春江遺恨, Rōka wa Shanhai ni agaru : Shunkō ikon?)
- 1945 : Les Yakuzas dans la région de Tokai (東海水滸伝, Tōkai suikoden?), coréalisé avec Daisuke Itō
- 1945 : Le Dernier Xénophobe (最後の攘夷党, Saigo no jōitō?)
- 1946 : Les Frères Okagura (ja) (おかぐら兄弟, Okagura kyōdai?)
- 1947 : Le Théâtre estudiantin (ja) (壮士劇場, Sōshi gekijō?)
- 1947 : Des cœurs purs comme la lune (こころ月の如く, Kokoro tsuki no gotoku?)
- 1948 : Main dans la main, les enfants (手をつなぐ子等, Te o tsunagu kora?)
- 1948 : Danshichi le cheval noir (黒馬の団七, Kuro uma no Danshichi?)
- 1949 : L'Apparition du capuchon blanc (白頭巾現わる, Shirozukin arawaru?)
- 1949 : Les Enfants oubliés (忘れられた子等, Wasurerareta kora?) +scénariste

#### Années 1950
- 1950 : Profession garde du corps (ja) (俺は用心棒, Orewa yōjinbō?)
- 1950 : Les Pirates et les bateaux étrangers (群盗南蛮船, Guntō nanbansen?)
- 1950 : Sasaki Kojirō I (佐々木小次郎, Sasaki Kojirō?) +scénariste
- 1951 : Sasaki Kojirō II (続佐々木小次郎, Zoku Sasaki Kojirō?) +scénariste
- 1951 : Les Bateaux pirates (ja) (海賊船, Kaizokusen?)
- 1951 : Sasaki Kojirō III (完結 佐々木小次郎 巌流島決闘, Kanketsu Sasaki Kojirō : Ganryūjima kettō?) +scénariste
- 1951 : Les Cahiers Inazuma (稲妻草紙, Inazuma sōshi?) +scénariste
- 1952 : Sengoku burai (戦国無頼?) +scénariste
- 1952 : La Femme de Shanghai (上海の女, Shanhai no onna?) +scénariste
- 1952 : Les Bateaux et la Vie élégante (ja) (風雲千両船, Fūun senryōsen?) +scénariste
- 1953 : Voyage sous la brise (ja) (旅はそよ風, Tabi wa soyokaze?) +scénariste
- 1953 : Hanjiro Omatsuri (お祭半次郎, Omatsuri Hanjirō?)
- 1954 : La Légende de Musashi (宮本武蔵, Miyamoto Musashi?) +scénariste
- 1955 : Duel à Ichijoji (続宮本武蔵 一乗寺の決闘, Zoku Miyamoto Musashi : Ichijōji no kettō?) +scénariste
- 1955 : La Route du voyage (旅路, Tabiji?) +scénariste
- 1956 : La Voie de la lumière (宮本武蔵完結編 決闘巌流島, Miyamoto Musashi kanketsuhen : Kettō Ganryūjima?) +scénariste
- 1956 : Le Bateau des prisonniers (囚人船, Shūjinsen?) +scénariste
- 1956 : Arashi (嵐, Arachi?)
- 1957 : L'Art du combat de Yagyu, partie 1 (ja) (柳生武芸帳, Yagyū bugeichō?) +scénariste
- 1957 : La Geisha du vieux quartier (太夫さんより 女体は哀しく, Kottai-san yori : Nyotai wa kanashiku?)
- 1958 : L'Art du combat de Yagyu, partie 2 (ja) (柳生武芸帳 双龍秘剣, Yagyū bugeichō : Sōryū hiken?) +scénariste
- 1958 : L'Homme au pousse-pousse (無法松の一生, Muhōmatsu no isshō?) +scénariste
- 1958 : Nezumi Kozo part en voyage (旅姿鼠小僧, Tabisugata Nezumi Kozō?) +scénariste
- 1959 : Samurai Saga (ja) (或る剣豪の生涯, Aru kengō no shōgai?) +scénariste
- 1959 : La Naissance du Japon (日本誕生, Nippon tanjō?)

#### Années 1960
- 1960 : Un médecin courageux (ふんどし医者, Fundoshi isha?)
- 1961 : Récits du château d'Osaka (大阪城物語, Ōsaka-jō monogatari?) +scénariste
- 1961 : Gen et la sculpture de Bouddha (ja) (ゲンと不動明王, Gen to fudōmyō'o?)
- 1961 : Les bandits courent dans le vent (ja) (野盗風の中を走る, Yatō kaze no naka o hashiru?) +scénariste
- 1962 : Tatsu (ja) (どぶろくの辰, Doburoku no Tatsu?)
- 1962 : Les 47 Rōnin (忠臣蔵 花の巻 雪の巻, Chūshingura: Hana no maki, yuki no maki?)[32]
- 1963 : L'Épée secrète (ja) (秘剣, Hiken?) +scénariste
- 1964 : La Grande Tornade (ja) (士魂魔道 大龍巻, Shikon madō : Daitatsu maki?) +scénariste
- 1964 : Bric-à-brac (がらくた, Garakuta?) +scénariste
- 1966 : Goemon se déchaîne (ja) (暴れ豪右衛門, Abare Gōemon?) +scénariste
- 1967 : Sasaki Kojirō (佐々木小次郎?) +scénariste
- 1969 : Furin kazan (風林火山, Furin kazan?)

#### Années 1970
- 1970 : L'Embuscade (ja) (待ち伏せ, Machibuse?)

### Comme scénariste
- 1933 : Danshichishigure (段七しぐれ?) d'Eiichi Koishi (ja)
- 1936 : Ichitōryū shinan (一刀流指南?) de Seiichi Ishibashi
- 1937 : Abare shishi (あばれ獅子?) de Seiichi Ishibashi
- 1937 : Abare shishi : Kōhen (あばれ獅子 後篇?) de Seiichi Ishibashi
- 1933 : Chimatsuri sandaime (血祭三代目?) de Jun'ichi Fujita (ja)
- 1939 : Rōgoku no hanayome (牢獄の花嫁?) de Ryōhei Arai
- 1939 : Rōgoku no hanayome : Kaiketsuhen (牢獄の花嫁 解決篇?) de Ryōhei Arai
- 1944 : Ouma wa nanajūnana mankoku (お馬は七十七万石?) de Kimiyoshi Yasuda
- 1952 : Aru yo no dekigoto (ある夜の出来事?) de Kōji Shima
- 1979 : Jigoku no mushi (地獄の蟲?) de Tatsuo Yamada

## Distinctions
Sauf indication contraire, les informations mentionnées dans cette section peuvent être confirmées par la base de données cinématographiques IMDb,  présente dans la section « Liens externes ».

### Récompenses
- 1950 : Prix spécial du film Mainichi pour Hiroshi Inagaki et son équipe pour Les Enfants oubliés[33]
- 1956 : Oscar du meilleur film en langue étrangère pour La Légende de Musashi[2]
- 1958 : Lion d'or à la Mostra de Venise pour L'Homme au pousse-pousse[3]

### Sélection
- 1957 : La Tempête est sélectionné en compétition à la Berlinale 1957